# Galopina tomentosa
Galopina tomentosa là một loài thực vật có hoa trong họ Thiến thảo. Loài này được Hochst. mô tả khoa học đầu tiên năm 1844.